# Pesto
Pesto, ili punim nazivom pesto alla genovese, je pasta napravljena od zgnječenog češnjaka, pinjola, soli, listova bosiljka, ribanog sira poput parmezana te maslinovog ulja. Potječe iz talijanskog grada Genove i koristi se za začinjavanje tjestenine te dodavanje okusa minestrone juhi.

## Etimologija
Naziv pesto dolazi od prošlog participa genoveškog glagola pestâ (talijanski: pestare), što znači 'tući', 'gnječiti'. Sastojci se tradicionalno "gnječe" ili melju u mramornom mužaru kružnim pokretima drvenog tučka. Ista latinska osnova dala nam je i riječ tučak.
Postoje i druga jela koja nose naziv pesto, ali kad se kaže samo pesto, obično se misli na pesto alla genovese.

## Povijest
Smatra se da je pesto imao dva prethodnika u davnim vremenima, čak još u doba Antičkog Rima. Stari Rimljani konzumirali su sličnu pastu zvanu moretum, koja se pripremala drobljenjem češnjaka, soli, sira, začinskog bilja, maslinovog ulja i octa (ponekad i pinjola). Korištenje ove paste u rimskoj kuhinji spominje se u Appendix Vergiliana, drevnoj zbirci pjesama u kojoj autor opisuje pripremu moretuma.
Tijekom srednjeg vijeka u genoveškoj kuhinji bila je popularna umak agliata, koji se pravio od zgnječenog češnjaka i oraha. Češnjak je bio osnovna namirnica u prehrani Liguraca, osobito pomoraca.

Rani američki recept za pesto objavljen je 1928. godine i uključivao je maslac i vrhnje. Uvozni, konzervirani pesto bio je dostupan već 1944. godine. Godine 1946. časopis Sunset objavio je recept za pesto autora Angela Pellegrinija. Pesto je postao popularan u Sjevernoj Americi tijekom 1980-ih i 1990-ih godina.
Pesto se tradicionalno priprema u mramornom mužaru uz pomoć drvenog tučka. Prvo se u mužar stave češnjak i pinjoli te se drobe dok ne postanu kremasti. Zatim se dodaju oprani i osušeni listovi bosiljka zajedno s krupnom soli i melju, te se tada se umiješa mješavina parmezana i pecorina. Kako bi se lakše sjedinio sir, dodaje se malo ekstra djevičanskog maslinovog ulja.
U dobro zatvorenoj staklenci (ili u hermetički zatvorenoj plastičnoj posudi), prekriven slojem ekstra djevičanskog maslinovog ulja, pesto može trajati u hladnjaku do tjedan dana, a može se i zamrznuti za kasniju upotrebu.

## Netradicionalne varijacije pesto umaka
Zbog cijene ili dostupnosti, tradicionalni pinjoli ponekad se zamjenjuju bademima, brazilskim oraščićima, indijskim oraščićima, lješnjacima, makadamijama, pekan orasima, pistacijama, orahom, pa čak i kikirikijem. Iako se orašasti plodovi tradicionalno koriste sirovi, neki recepti preporučuju prethodno tostiranje ili pečenje. Zamjena pinjola drugim orašastim plodovima može biti i zbog neugodnog okusa koji neki ljudi doživljavaju nakon njihove konzumacije.
Mnogi internetski recepti na engleskom jeziku za pesto uključuju crni ili bijeli papar, iako oni nisu dio tradicionalnog genoveškog recepta. Industrijski proizvedeni pesto, koji se prodaje u supermarketima, često zamjenjuje ekstra djevičansko maslinovo ulje jeftinijim biljnim uljima. Neki europski proizvođači pesta koriste i dodatke poput krumpirovih pahuljica ili krumpirovog škroba kako bi ublažili njegov intenzivan okus.
Određeni recepti izvan Italije zamjenjuju bosiljak ili pinjole drugim začinskim biljem i lisnatim povrćem, poput:
- Kokos[16][17]
- Avokado i peršin[18][19][20]
- Mrkva, korijander i kumin[21][22]
- Kurkuma[23][24]
- Đumbir[25]
- Spirulina
- Orasi